# Пожарский, Фёдор Дмитриевич
Князь Фёдор Дмитриевич Пожарский (ум. 27 декабря 1632) — рында (1624) и стольник (1628) во времена правления Михаила Фёдоровича.
Из княжеского рода Пожарские. Второй сын боярина князя Дмитрия Михайловича Пожарского и его жены Прасковьи Варфоломеевны. Имел братьев, князей Петра и Ивана Дмитриевичей, а также трёх сестёр, княжон: Ксения — жена князя Василия Семёновича Куракина, Анастасия — жена князя Ивана Петровича Пронского и Елена — жена князя Ивана Фёдоровича Лыкова.

## Биография
В 1624 году князь Фёдор Дмитриевич Пожарский вместе со старшим братом Петром были назначены царскими рындами (почётными телохранителями) во время торжественных приёмов. Часто братья Пётр и Фёдор Пожарские вместе назначались рындами во время приёмов иностранных послов.
В сентябре 1624 года князь Фёдор Пожарский вместе со старшим братом Петром был тридцать вторым в свадебном поезде на первой свадьбе царя Михаила Фёдоровича с княжной Марией Владимировной Долгоруковой. В ноябре 1625 года был рындой во время приёма английского посла. В феврале 1626 года на бракосочетании Государя с Евдокией Лукьяновной Стрешневой двадцать первый в свадебном поезде.
В 1627 году братья Петр и Фёдор Пожарские — рынды в белом платье при приёме персидских купцов. 13 июня того же 1627 года Фёдор и Пётр Дмитриевичи Пожарские были назначены рындами при приёме у государя английского посланника Свифта. В этом же году был пожалован царём в стольники. В сентябре и декабре 1630 года братья Пётр и Фёдор Пожарские — рынды при государе во время приёма голландского посольства. В январе 1632 года второй рында в белом платье при приёме Государём в Грановитой палате турецкого посла.
27 декабря 1632 года стольник князь Фёдор Дмитриевич Пожарский скончался, не оставив после себя потомства.

## Критика
В родословной книге М.Г. Спиридова, князь Фёдор Дмитриевич показан сыном князя Дмитрия Петровича Пожарского по прозванию Лопата, что вероятно не верно, так как в поколенной росписи поданной в 1682 году в Палату родословных дел он показан сыном князя Дмитрия Михайловича Пожарского.